# Wilhelm Trübner
Heinrich Wilhelm Trübner, né le 3 février 1851 à Heidelberg et mort le 21 décembre 1917 à Carlsruhe, est un peintre allemand de l'école tardive de Munich qui faisait partie du Cercle de Leibl, autour de Wilhelm Leibl. Son style est empreint de naturalisme, de réalisme et est influencé à la fin par l'impressionnisme.

## Biographie
Trübner commence son apprentissage d'orfèvre auprès de son père, mais sa rencontre en 1867 avec Anselm Feuerbach déclenche sa vocation de peintre. Il suit donc l'enseignement de Feodor Dietz à l'académie des beaux-arts de Carlsruhe en 1867 et 1868, puis il entre à l'académie des beaux-arts de Munich dans la classe d'Alexander Wagner. Il est impressionné à la première exposition internationale d'art de Munich par les toiles de Gustave Courbet, ainsi que par celles de Wilhelm Leibl.
Il se rend ensuite à Stuttgart pour étudier auprès de Hans Canon et rentre à Munich en 1870 pour suivre les leçons de Wilhelm von Diez. Il fait alors la connaissance d'Albert Lang et de Carl Schuch, avec qui il peint en plein air les environs, notamment le lac de Starnberg et la campagne alentour. C'est à cette époque qu'il fait personnellement la connaissance de Leibl. Il partage un atelier avec Lang et Hans Thoma et le trio forme le noyau du cercle de Leibl.
C'est à partir de 1872 qu'il commence à voyager. D'abord en Italie, puis pendant trois ans en Italie, aux Pays-Bas et en Belgique, où il approfondit sa connaissance des maîtres flamands. Il retourne à Munich en 1875. Il commence en 1877 à peindre des sujets mythologiques et littéraires à la manière du naturalisme. Ses amis proches deviennent, outre Thoma et Lang, Max Liebermann, Lovis Corinth et Max Slevogt. Il fait une exposition personnelle en 1889 à la galerie Gurlitt de Berlin qui rencontre un grand écho.

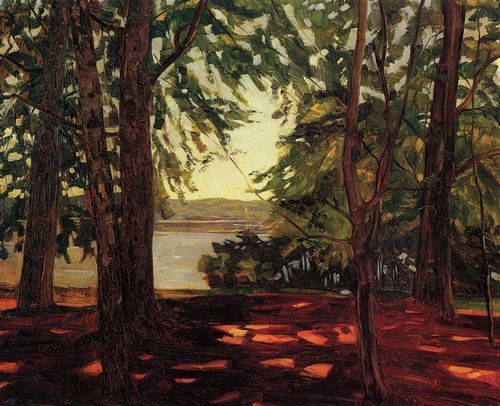
Le Parc Knorr au bord du lac de Starnberg Staatsgalerie de Moritzburg (1908)

Il se voue ensuite plutôt aux paysages. Il se rend en 1895 à Francfort, afin de travailler à l'école d'art du Städel. Ses écrits sur la théorie de l'art sont publiés entre 1892 et 1898; il y exprime l'idée que « la beauté doit se rencontrer dans la peinture elle-même et non dans le sujet. »
Il rejoint en 1901 la Sécession berlinoise qui exprime l'avant-garde de l'époque wilhelminienne.
Il est professeur à l'académie des beaux-arts de Carlsruhe de 1903 à sa mort en 1917 et la dirige de 1904 à 1910. Il y a notamment pour élèves Hans Breinlinger (de) et Robert Breyer. Une grande exposition lui est consacrée en 1911, suivie d'une autre en 1913 avec la Sécession berlinoise. Il signe le manifeste des 93 en 1914.
Trübner était aussi un collectionneur passionné d'art d'Extrême-Orient.

## Œuvre

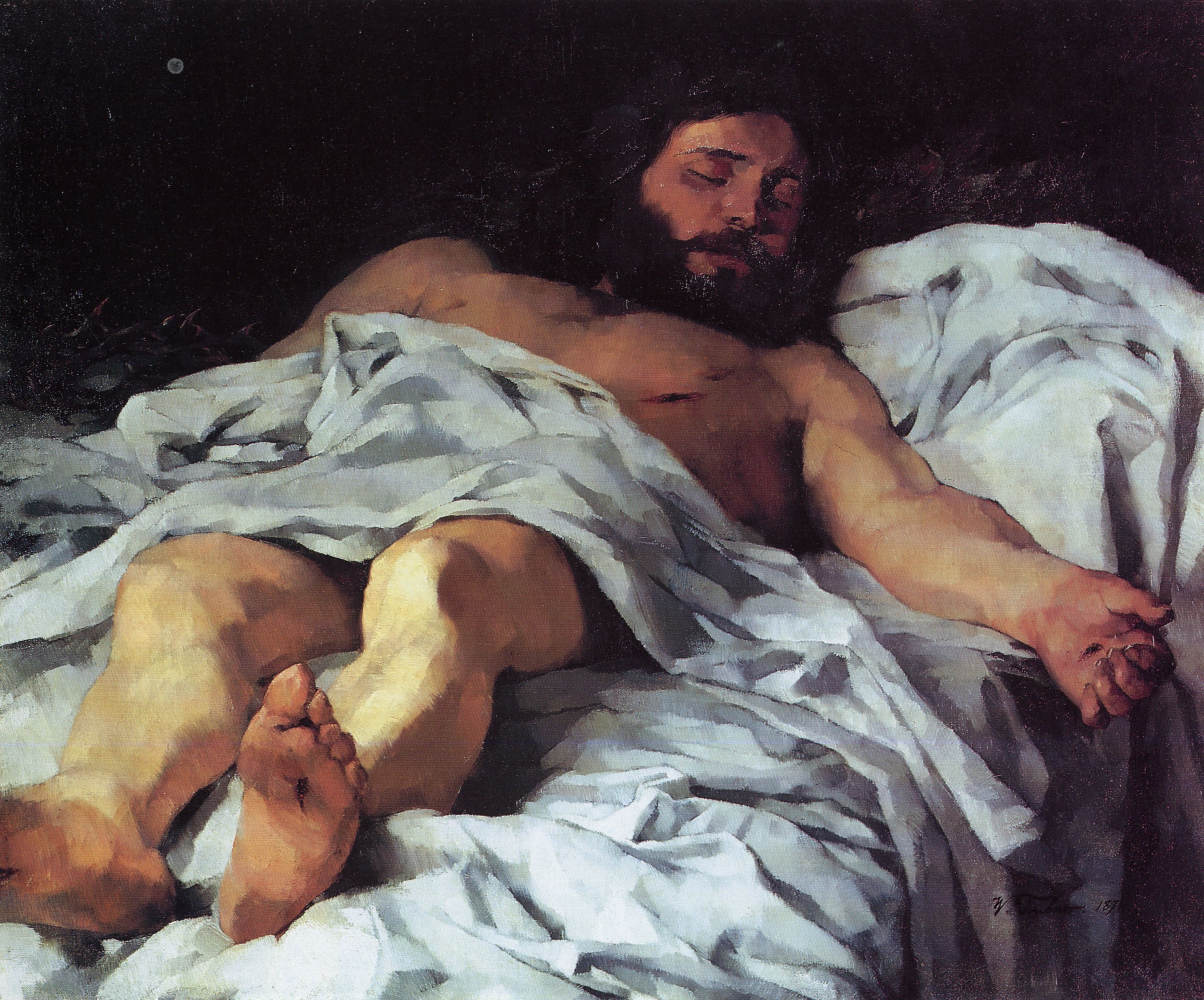
Le Christ descendu de la Croix (1874)

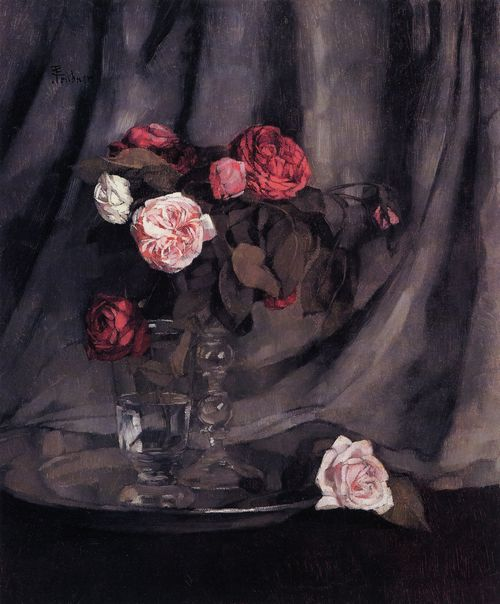
Nature morte aux roses rouges et blanches, collection privée (1872)

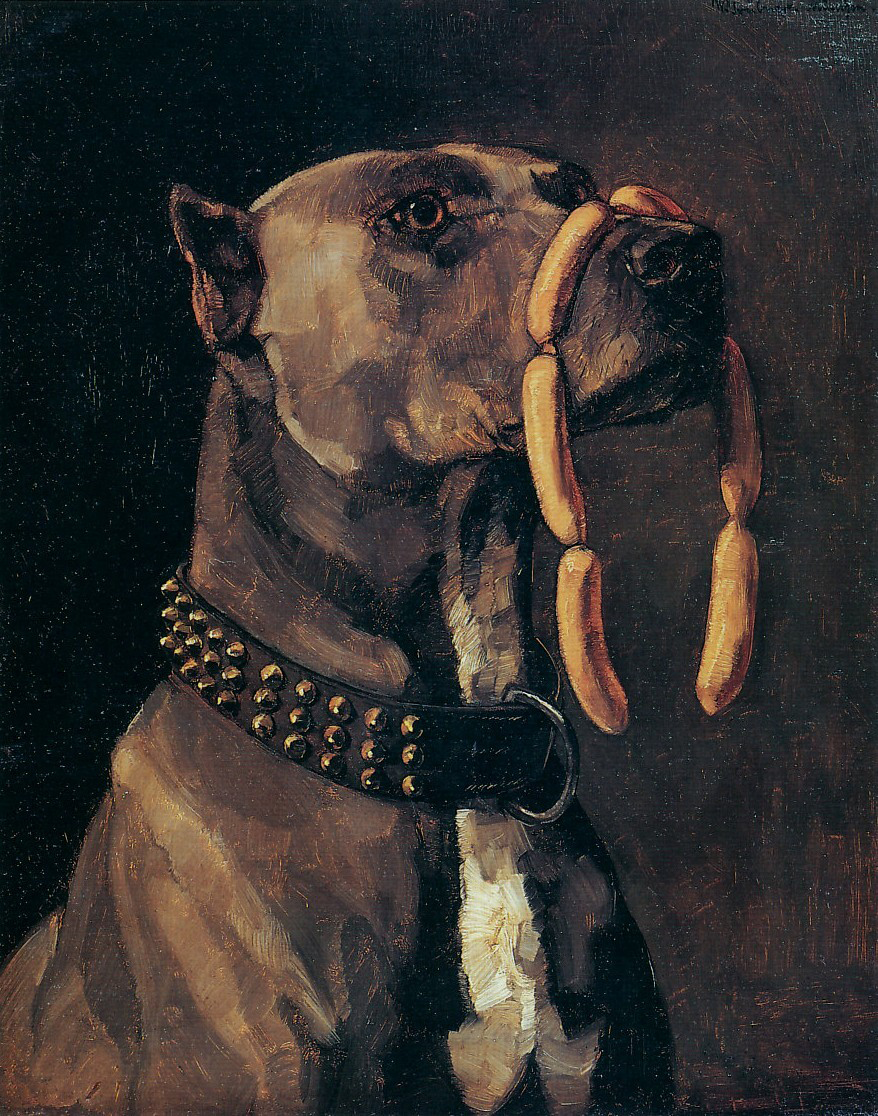
Chien avec saucisses (1878).

Il se fait connaître par sa technique du premier jet, qui présente des analogies avec celle de Manet. Il commençait à peindre un coin de la toile et donnait de larges coups de pinceaux à partir de l'angle, en suivant toujours la diagonale. Il parvenait à l'angle opposé en ne corrigeant presque rien, sans glacis ou mélange de couleur.
Ses œuvres sont visibles dans de nombreux musée allemands, en particulier à la Nouvelle Pinacothèque de Munich et à la Alte Nationalgalerie de Berlin, ainsi que dans des collections privées.
- Le Cuirassier à pied, Vienne, Galerie autrichienne
- Portrait de Theodor Reichmann, Vienne, Galerie autrichienne
- Officier d'infanterie, Vienne, Galerie autrichienne
- Nature morte aux roses, Vienne, Galerie autrichienne
- Soldat français blessé, Berlin DHM, 1871
- Ponton sur le Chiemsee, Carlsruhe, Kunsthalle, 1874
- Le Christ descendu de la Croix, Stuttgart, Staatsgalerie, 1874
- Dame en gris, 1875-1876, 106 × 82 cm, Essen, Musée Folkwang[2]
- Le Chien de l'artiste, Vienne, Galerie autrichienne, 1878
- Portrait de l'acteur Joseph Kainz, Brême, Kunsthalle, 1879
- Portrait d'un cavalier, Berlin, collection Herman Nabel, 1880
- Dans l'atelier, Nuremberg, Germ. Nationalmuseum, 1888
- Portrait du Dr Karl Ignaz Trübner, frère de l'artiste, 1890, huile sur toile, 72 × 54 cm, Staatliche Kunsthalle Karlsruhe[3]
- Portrait d'Alice Trübner, musée des Augustins de Fribourg-en-Brisgau, 1906
- Portrait à cheval du roi Guillaume II de Wurtemberg, Nuremberg, Germ. Nationalmuseum, 1906
- Le Château d'Hemsbach, Fribourg-en-Brisgau, Augustinermuseum, 1906
- La Chambre du balcon (villa du lac de Starnberg), Nuremberg, Germ. Nationalmuseum, 1912

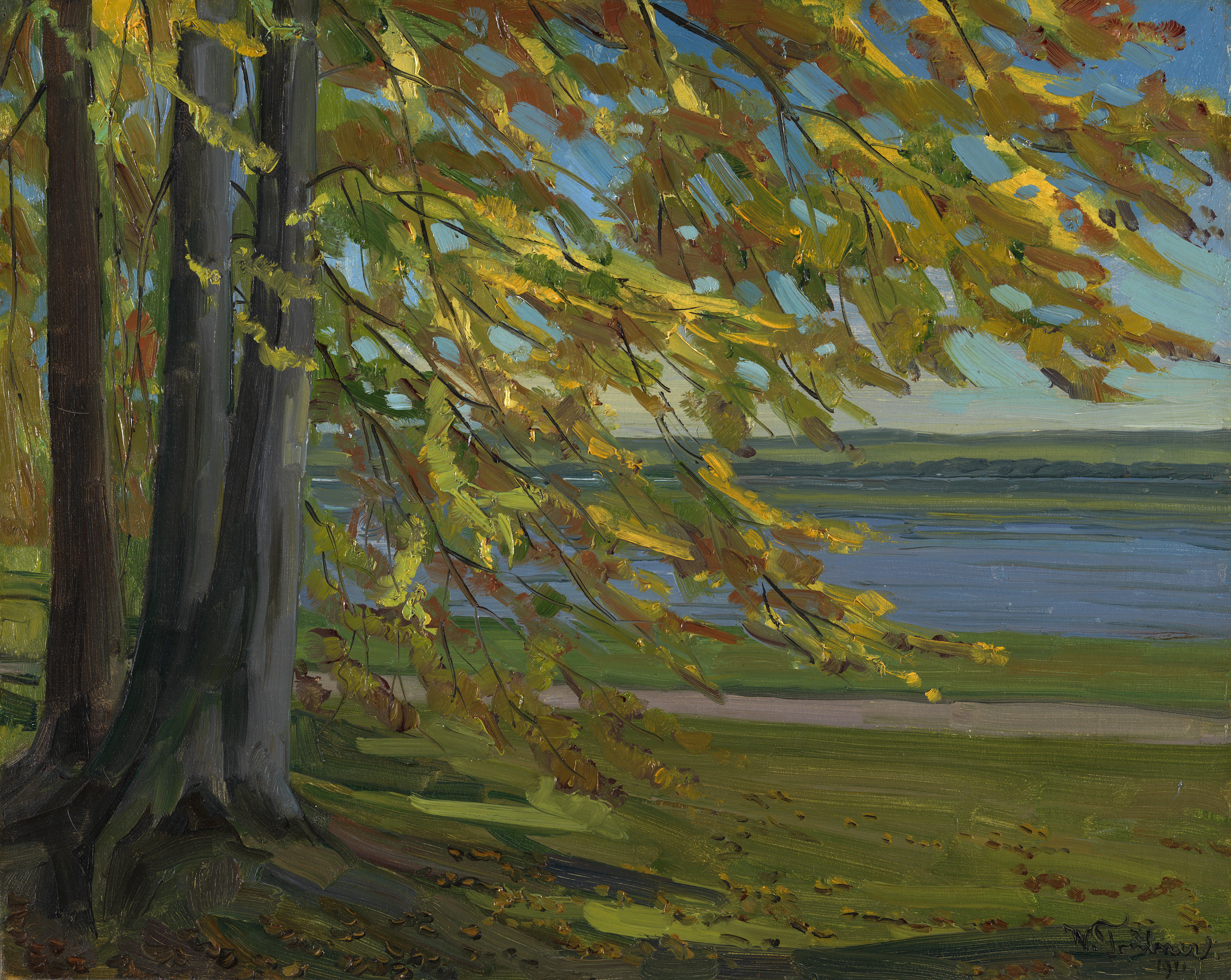
Le lac de Starnberg, collection Carmen Thyssen-Bornemisza (1911)
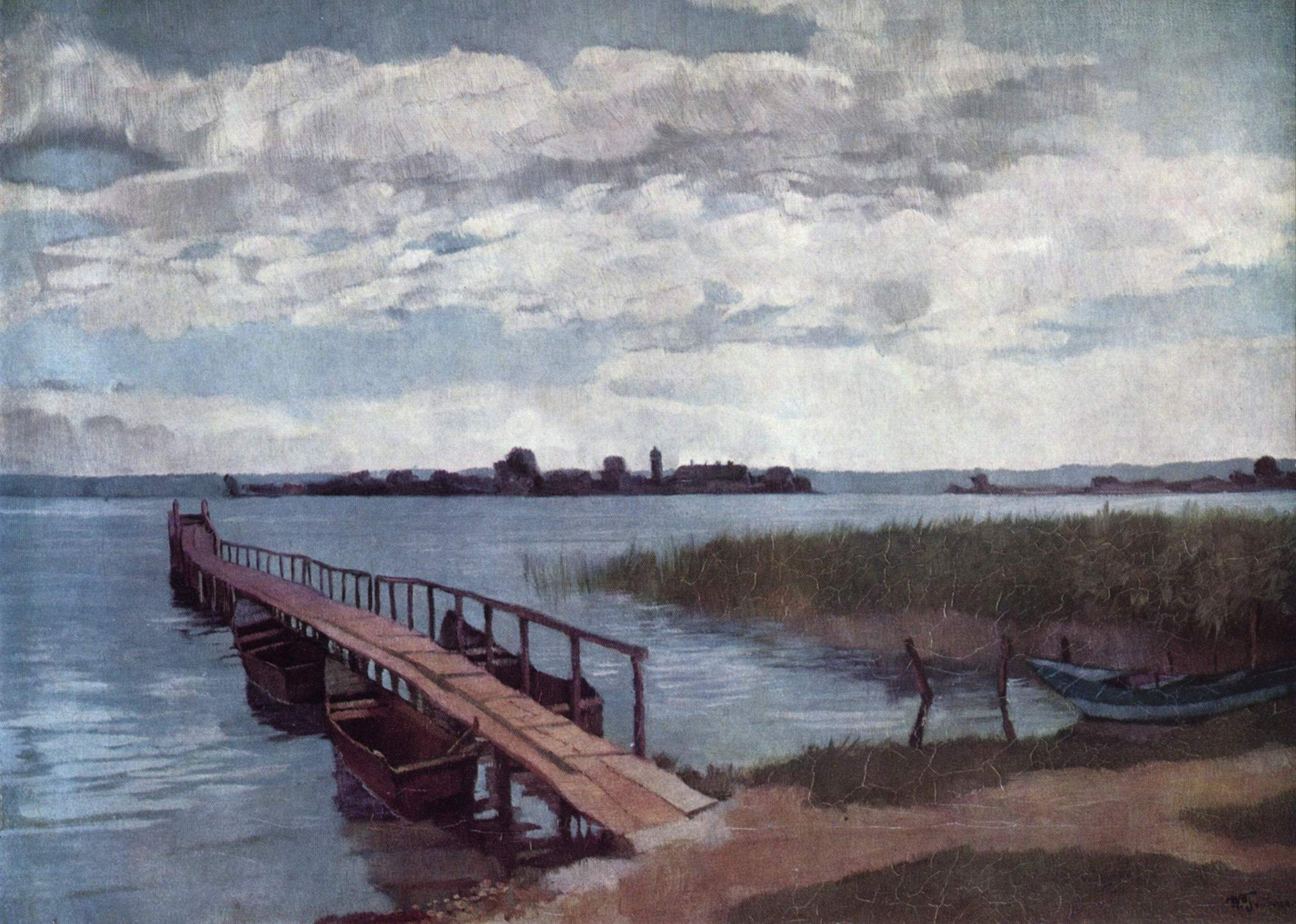
Ponton au lac de Chiemsee Kunsthalle de Carlsruhe (1874)
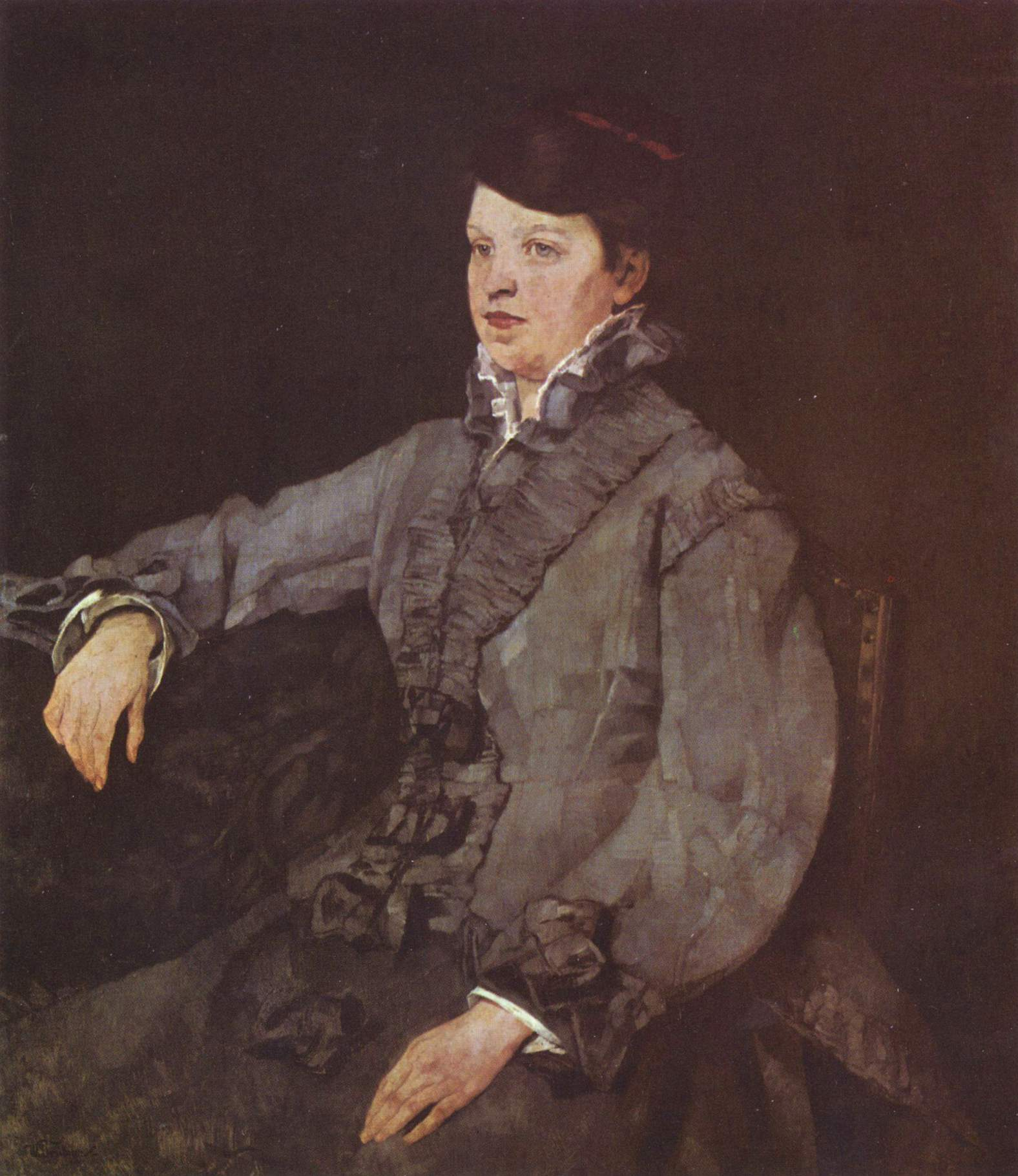
Dame en gris musée Folkwang d'Essen (1874)
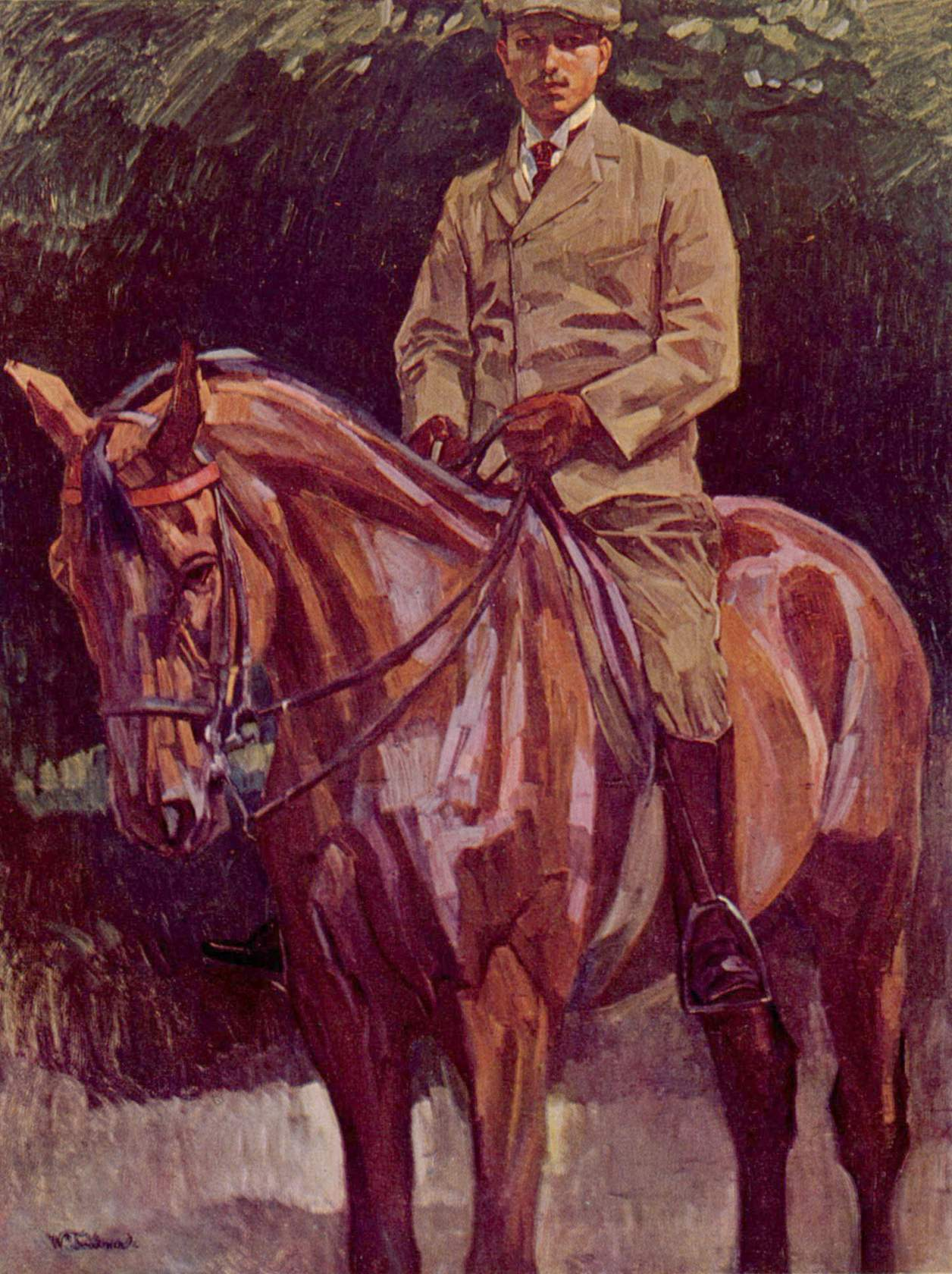
Portrait d'un cavalier collection Herman Nabel (vers 1880)
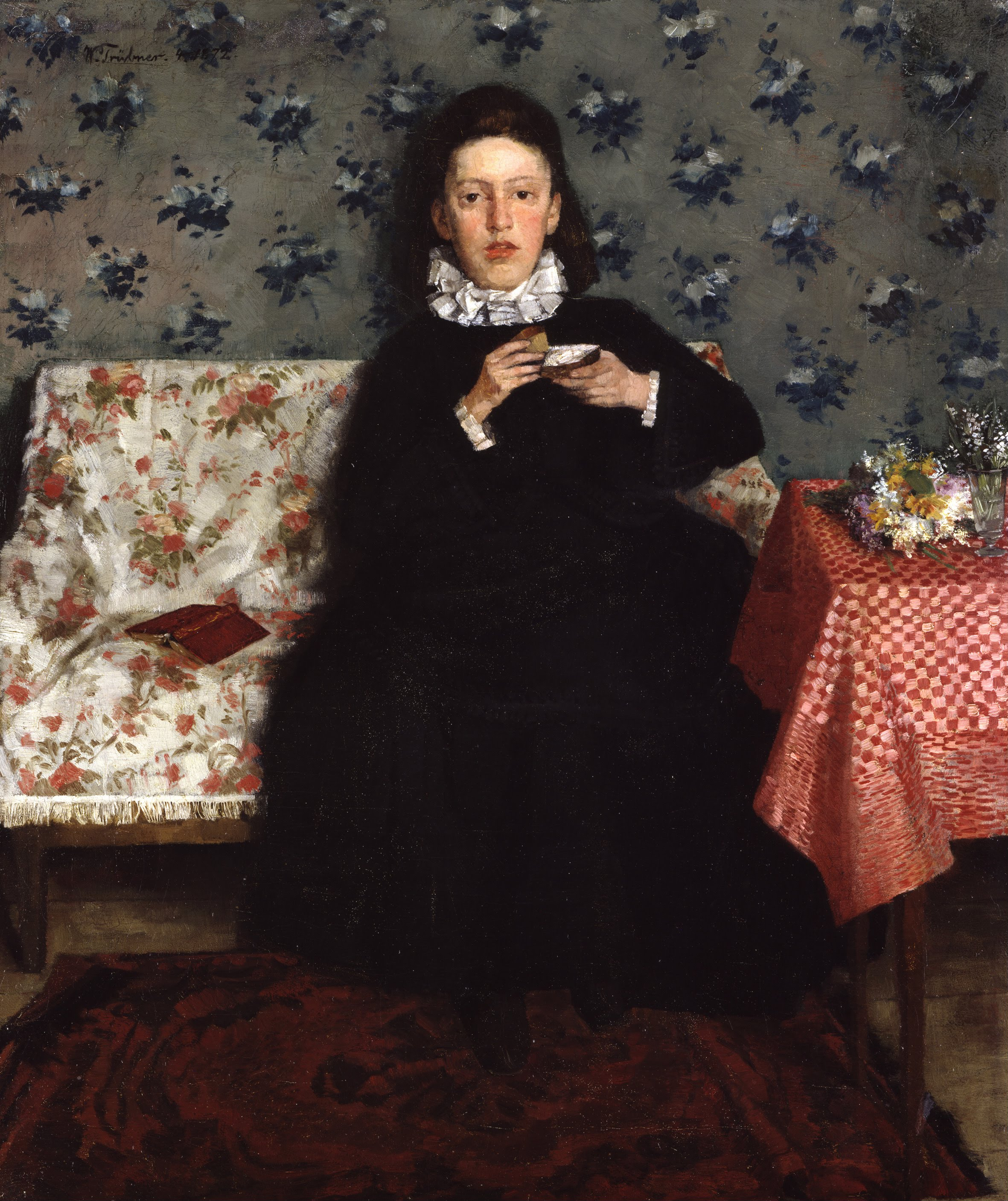
Jeune fille sur le canapé (1872)
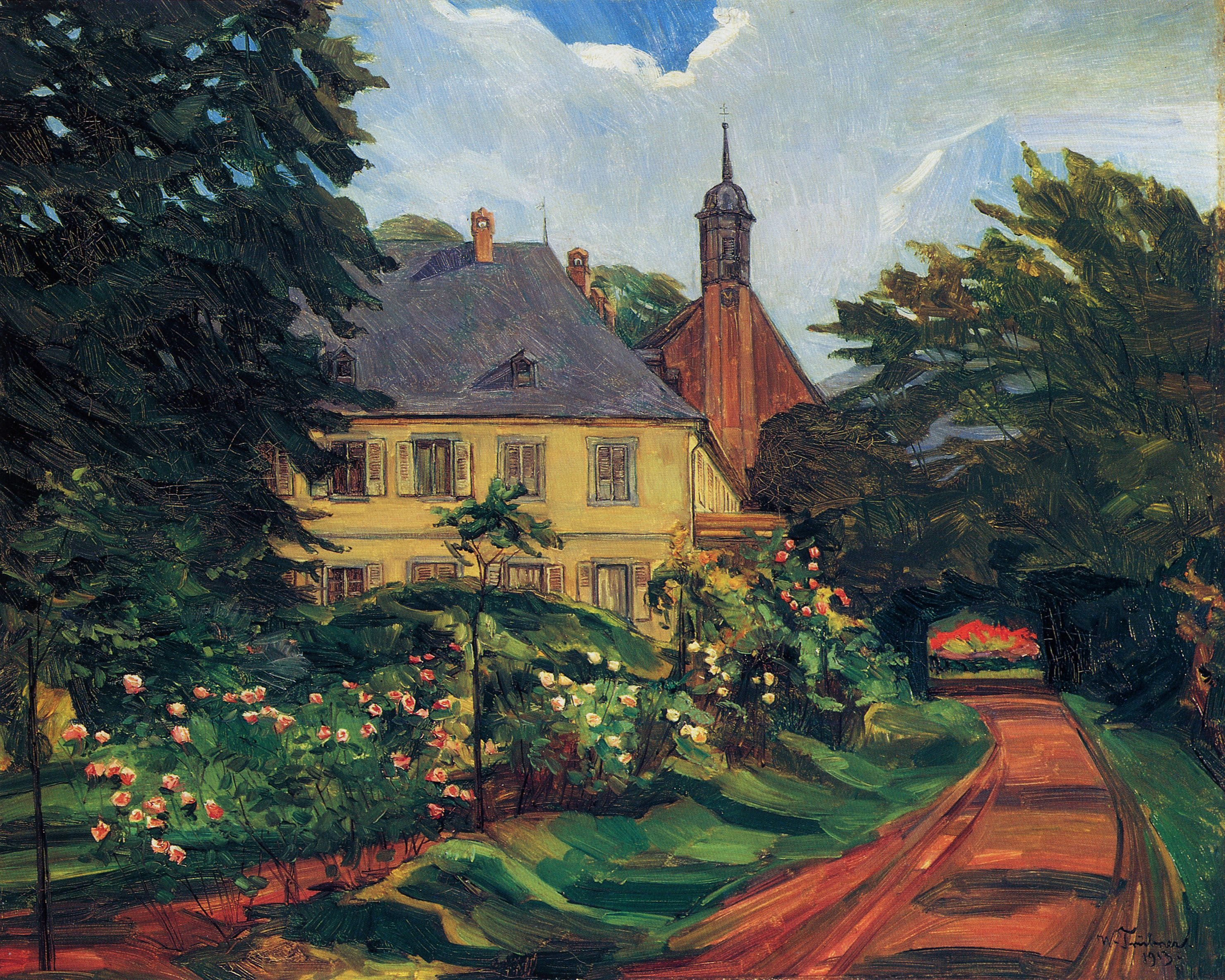
Allée d'honneur de l'abbaye de Neuburg (1913)
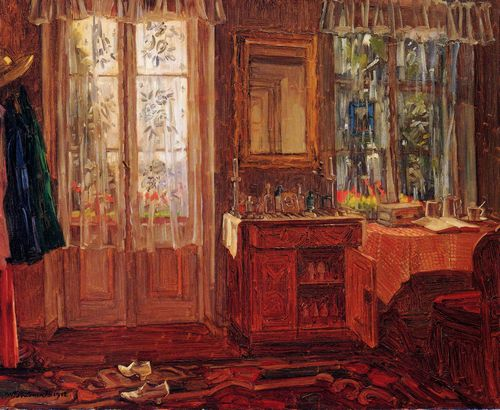
La Chambre du balcon musée Folkwang d'Essen (1912)